# Вибух метану

Вибух метану (рос. взрыв метана, англ. methane explosion, нім. Methan-Explosion) — явище, що відбувається головним чином у вугільних шахтах. Для вибуху метану необхідне поєднання двох елементів — утворення метаноповітряної вибухової суміші певної концентрації та виникнення іскри, розпеченого тіла або відкритого полум'я. Вибух є найсильнішим, коли запалена газова суміш містить 9,5%, метану.
Потужність вибуху суттєво зростає, коли в ньому бере участь вугільний пил.